# 班州
班州，中国南北朝时设置的州。
北魏太和十一年（487年）置，治所在定安县（今甘肃省宁县）。辖境相当今甘肃省宁县一带。十四年（490年）改邠州。 